# NGC 406
NGC 406 es una galaxia espiral al sur de la constelación de Tucana y localizada a 65 años luz de la Tierra.  
Fue descubierta el 3 de noviembre de 1834 por el astrónomo John Herschel.
Ha sido descrita en el NGC como "tenue, muy grande, redondeada y con un centro muy gradualmente más brillante. La galaxia mide aproximadamente 60.000 años luz de un extremo al otro, la mitad del tamaño de la Vía Láctea.